# Herrschaft Münzenberg
Die Herrschaft Münzenberg bezeichnet einen historischen Verwaltungs- und Gerichtsbezirk in der Wetterau, der als Kondominat verschiedener dort ansässiger Adelshäuser gemeinsam regiert wurde.

## Geschichte

### Münzenberger Erbschaft
Aus der Münzenberger Erbschaft, dem Nachlass Ulrichs II. von Münzenberg, erbten die Herrschaft Münzenberg 1255 als Allod seine sechs Schwestern. Die Erbschaft, darunter die Herrschaft Münzenberg, wurde ideell zu gleichen Teilen den sechs Erbinnen zugesprochen, von ihnen und ihren Rechtsnachfolgern aber als gemeinsames Kondominat verwaltet. Es erhielten zunächst je einen Anteil:
- Adelheid, verheiratet mit Reinhard I. von Hanau
- Isengard, verheiratet mit Graf Philipp I. von Falkenstein
- Mechtild, verheiratet mit Engelhard von Weinsberg
- Irmengard, verheiratet mit Konrad von Weinsberg
- Hedwig, verheiratet mit Heinrich von Pappenheim
- Agnes, verheiratet mit Konrad von Schöneberg

### Anteile
Die Rechte an den Anteilen – und damit die Herrschaftsrechte über Münzenberg – wurden weiter vererbt und zum Teil auch verkauft, so dass sich immer neu unterschiedliche Eigentümergemeinschaften bildeten. Die einzelnen Eigentümer integrierten ihren jeweiligen Anteil in die Verwaltungsstrukturen ihrer eigenen Herrschaften, in der Herrschaft und späteren Grafschaft Hanau, sowie unter deren Erben, der Landgrafschaft Hessen-Kassel, wurde dieser Anteil z. B. in einem Amt Münzenberg zusammengefasst, in der Grafschaft Stolberg-Roßla gehörte er zum dortigen Amt Ortenberg und in der Grafschaft Solms-Braunfels zum Amt Hungen. Die Zuordnung der Anteile zu einzelnen Eigentümern entwickelte sich folgendermaßen:
| Zeitraum  | Herren                               | Herren                                    | Herren                                  | Herren                                  | Herren                               | Herren                                            | Herren                                            | Herren                                            | Herren                               | Bemerkungen |
| 1255–1256 | Adelheid 1/6 ⚭ Reinhard I. von Hanau | Isengard 1/6 ⚭ Philipp I. von Falkenstein | Mechthild 1/6 ⚭ Engelhard von Weinsberg | Mechthild 1/6 ⚭ Engelhard von Weinsberg | Irmengard 1/6 ⚭ Konrad von Weinsberg | Irmengard 1/6 ⚭ Konrad von Weinsberg              | Agnes 1/6 ⚭ Konrad von Schöneberg                 | Hedwig 1/6 ⚭ Heinrich von Pappenheim              | Hedwig 1/6 ⚭ Heinrich von Pappenheim | Aufteilung des Erbes auf sechs verheiratete Töchter |
| 1256–1272 | Herrschaft Hanau 1/6                 | Falkenstein 3/6                           | Falkenstein 3/6                         | Falkenstein 3/6                         | Falkenstein 3/6                      | Falkenstein 3/6                                   | Schöneberg 1/6                                    | Pappenheim 1/6                                    | Pappenheim 1/6                       | Falkenstein erwarb 1256 die beiden Weinsberger Anteile. |
| 1272–1286 | Hanau 1/6                            | Falkenstein 4/6                           | Falkenstein 4/6                         | Falkenstein 4/6                         | Falkenstein 4/6                      | Falkenstein 4/6                                   | Falkenstein 4/6                                   | Pappenheim 1/6                                    | Pappenheim 1/6                       | Falkenstein erwarb 1272 den Schöneberger Anteil. |
| 1286–1418 | Hanau 1/6                            | Falkenstein 5/6                           | Falkenstein 5/6                         | Falkenstein 5/6                         | Falkenstein 5/6                      | Falkenstein 5/6                                   | Falkenstein 5/6                                   | Falkenstein 5/6                                   | Falkenstein 5/6                      | Falkenstein erwarb 1286 den Pappenheimer Anteil. |
| 1418–1507 | Grafschaft Hanau 8/48                | Eppstein 20/48                            | Eppstein 20/48                          | Eppstein 20/48                          | Eppstein 20/48                       | Solms-Greiffenstein 15/48                         | Solms-Greiffenstein 15/48                         | Solms-Greiffenstein 15/48                         | Solms-Laubach 5/48                   | 1418 erloschen die Falkensteiner. Ihr Anteil fiel zu gleichen Teilen an Solms und Eppstein. Der Solmser Anteil wurde im Verhältnis 3:1 zwischen den Linien Greiffenstein und Laubach geteilt. |
| 1507–1581 | Grafschaft Hanau 8/48                | Königstein 20/48                          | Königstein 20/48                        | Königstein 20/48                        | Königstein 20/48                     | Solms-Greiffenstein 15/48                         | Solms-Greiffenstein 15/48                         | Solms-Greiffenstein 15/48                         | Solms-Laubach 5/48                   | 1507 trat der letzte männliche Vertreter der Familie von Eppstein seine Rechte gegen eine Pension an die Herren von Königstein ab.                                                            |
| 1581–1684 | Grafschaft Hanau-Münzenberg8/48      | Mainz 10/48                               | Mainz 10/48                             | Stolberg-Gedern 10/48                   | Stolberg-Gedern 10/48                | Solms-Greiffenstein 15/48                         | Solms-Greiffenstein 15/48                         | Solms-Greiffenstein 15/48                         | Solms-Laubach 5/48                   | 1581 Vom Eppsteiner Anteil kam die eine Hälfte an Stolberg-Gedern, die andere an Kurmainz. |
| 1684–1736 | Hanau 18/48                          | Hanau 18/48                               | Hanau 18/48                             | Stolberg-Gedern 10/48                   | Stolberg-Gedern 10/48                | Solms-Greiffenstein 15/48 ab 1693 Solms-Braunfels | Solms-Greiffenstein 15/48 ab 1693 Solms-Braunfels | Solms-Greiffenstein 15/48 ab 1693 Solms-Braunfels | Solms-Laubach 5/48                   | 1684 trat Mainz seinen Anteil im Rahmen eines Gebietstausches an Hanau ab. |
| ab 1736   | Landgrafschaft Hessen-Kassel 18/48   | Landgrafschaft Hessen-Kassel 18/48        | Landgrafschaft Hessen-Kassel 18/48      | Stolberg-Gedern 10/48                   | Stolberg-Gedern 10/48                | Solms-Braunfels 15/48                             | Solms-Braunfels 15/48                             | Solms-Braunfels 15/48                             | Solms-Laubach 5/48                   | 1736 erbte die Landgrafschaft Hessen-Kassel die Grafschaft Hanau-Münzenberg, siehe Johann Reinhard III.                                                                                       |

Im Zuge der Mediatisierung in der Folge der napoleonischen Kriege kam das Gebiet der Herrschaft überwiegend zum Großherzogtum Hessen, gehörte schließlich zum Landkreis Friedberg und nach der hessischen Gebietsreform 1974 zum Wetteraukreis.
Das Kondominat fand seine privatrechtliche Fortsetzung in Bezug auf die mit der früheren Herrschaft verbundenen Ländereien bis in die 1930er Jahre.

## Bestandteile
- Heuchelheim
- Münzenberg
- Trais